# Фатеев, Егор Андреевич
Егор Андреевич Фатеев (род. 3 ноября 1997, Челябинск) — российский хоккеист, нападающий.

## Биография
Начинал заниматься в школе «Трактора». В 15 лет переехал в Ярославль, в СДЮШОР «Локомотив-2004». Сезон 2014/15 провёл в команде МХЛ-Б «Локо-Юниор», со следующего сезона начал играть в МХЛ за «Локо». 29 августа 2016 года в домашнем матче против московского «Динамо» (2:3) дебютировал за «Локомотив» в КХЛ. Выступал в ВХЛ за аффилированные клубы «Рязань» (2017/18) и «Лада» (2018/19). 6 июня 2019 года был обменян в челябинский «Трактор» на Еремея Шумилина. 9 октября 2023 года был обменян в ЦСКА на Данила Юртайкина.

## Достижения
- Чемпион России среди юниоров (2014)
- Чемпион МХЛ (2016, 2018)
- Бронзовый призер чемпионата КХЛ (2022)